# Simonetta Vespúcio
Simonetta Vespucci (nome aportuguesado como Vespúcio), nascida Simonetta Cattaneo (1453 - 26 de abril de 1476), foi uma nobre italiana que serviu de modelo para as obras O Nascimento de Vênus e A Primavera, ambas de Botticelli. Ficou conhecida como a mulher mais bela do Renascimento. Viveu em Portovenere, uma cidadela italiana à beira-mar.
Era casada com Marco Vespucci, primo distante do navegador Américo Vespúcio, e foi amante de Juliano de Médici, irmão mais novo de Lourenço de Médici.
Morreu de tuberculose aos 23 anos. Depois de sua morte, Botticelli continuou a utilizar o seu rosto como modelo para pinturas. Antes de morrer, o pintor também pediu para ser enterrado aos pés de Simonetta.

## Biografia

### Primeiros anos
Simonetta nasceu por volta de 1453 na atual Ligúria em Itália. Desconhece-se o local preciso do seu nascimento: acredita-se que tenha sido na cidade de Génova, ou talvez Portovenere ou Fezzano. O poeta Angelo Poliziano escreveu que a sua terra natal ficava "naquele distrito liguriano severo, acima da costa, onde o irado Neptuno bate nas rochas... Ali, tal como Vénus, ela nasceu entre as ondas". O seu pai era um nobre genovês chamado Gaspare Cattaneo della Volta e a sua mãe era a esposa de Gaspare, Cattocchia Spinola.
Aos quinze ou dezasseis anos de idade, Simonetta casou-se com Marco Vespucci, um primo distante do navegador e cartógrafo Amerigo Vespucci. O casal conheceu-se em abril de 1469 na igreja de San Torpete em Génova numa cerimónia religiosa onde estavam presentes os pais de Simonetta e grande parte da nobreza de Génova.
Marco fora enviado a Génova pelo seu pai, Piero, para estudar no Banco di San Giorgio. Marco foi aceite pelo pai de Simonetta e estava bastante apaixonado por ela quando se casaram. Os pais de Simonetta sabiam que o casamento seria vantajoso visto que a família de Marco tinha bons conhecimentos em Florença, entre eles a família Medici.

### Florença
Simonetta e Marco casaram-se em Florença. Simonetta tornou-se depressa bastante popular na corte da cidade. Os irmãos Medici, Lourenço e Juliano, gostaram imediatamente dela. Lourenço permitiu que o casamentos dos Vespucci tivesse lugar no palazzo na Via Larga e organizou o copo d'água na sua luxuosa Villa di Careggi. Depois de chegar a Florença, Simonetta chamou a atenção de Sandro Botticelli e de outros pintores importantes graças à sua beleza excecional.
Os Vespucci tornaram-se próximos da família Medici e os irmãos Lorenzo e Giuliano sentiam-se atraídos por Simonetta. Há rumores de que Juliano, o irmão mais novo, terá sido seu amante, mas não existem provas disso e tal seria improvável uma vez que Simonetta era casada com um membro de uma família poderosa e aliada dos Medici, um caso entre eles teria um grande risco político. No entanto, num torneio de justas em 1475, o La Giostra, Juliano carregou um estandarte com um retrato de Simonetta pintado por Sandro Botticelli e com uma inscrição por baixo em francês que dizia La Sans Pareille, "A Inigualável".

### Morte
Simonetta Vespucci morreu apenas um ano depois desta justa, presumivelmente de tuberculose, na noite de 26 para 27 de abril de 1476, tinha 22 anos. O seu corpo foi levado em procissão pela cidade de Florença com o caixão aberto para que todos pudessem admirar a sua beleza e parece ter havido algum culto popular à sua pessoa após a sua morte. O seu marido voltou a casar-se pouco tempo depois e Giuliano foi assassinado na Conspiração dos Pazzi em 1478, dois anos após a sua morte.

Botticelli terminou o quadro O Nascimento de Vénus por volta de 1486, cerca de dez anos após a morte de Simonetta. É um mito comum que a Vénus deste quadro apresenta semelhanças com Simonetta e que ela tenha sido a modelo do mesmo, mas tal é disputado por Ernst Gombrich que afirmou que tal não passa de um "mito romântico" e pelo historiador Felipe Fernàndez-Armesto que disse que o mito é uma "baboseira romântica".
A suposição vulgar, por exemplo, de que ela foi a modelo de todas as mulheres bonitas mais conhecidas de Botticelli parece não se basear em mais do que a ideia de que a mulher mais bonita da altura teve de ser a modelo do pintor mais sensível.
Alguns historiadores, incluindo John Ruskin, sugeriram que Botticelli se apaixonou por Simonetta, uma opinião apoiada pelo seu pedido para ser enterrado na Igreja de Ognissanti, a mesma igreja onde Simonetta foi enterrada. No entanto, esta também era a igreja que Botticcelli frequentava e onde foi batizado e ele encontra-se enterrado com a sua família.
Embora não seja possível determinar com absoluta certeza quais foram os quadros de Botticelli para os quais Simonetta posou, existem várias ligações documentadas entre os dois: foi Botticelli quem pintou o retrato do estandarte que Giuliano de Medici levou à justa em 1475, o que indica que ele a pintou pelo menos uma vez. O principal patrono de Botticelli da família Medici, o primo de Lorenzo e Giuliano, Lorenzo di Pierfrancesco de' Medici, casou-se com a sobrinha de Simonetta, Semiramide, em 1482 e pensa-se que o quadro Primavera foi pintado como prenda de casamento.

## Possíveis aparições

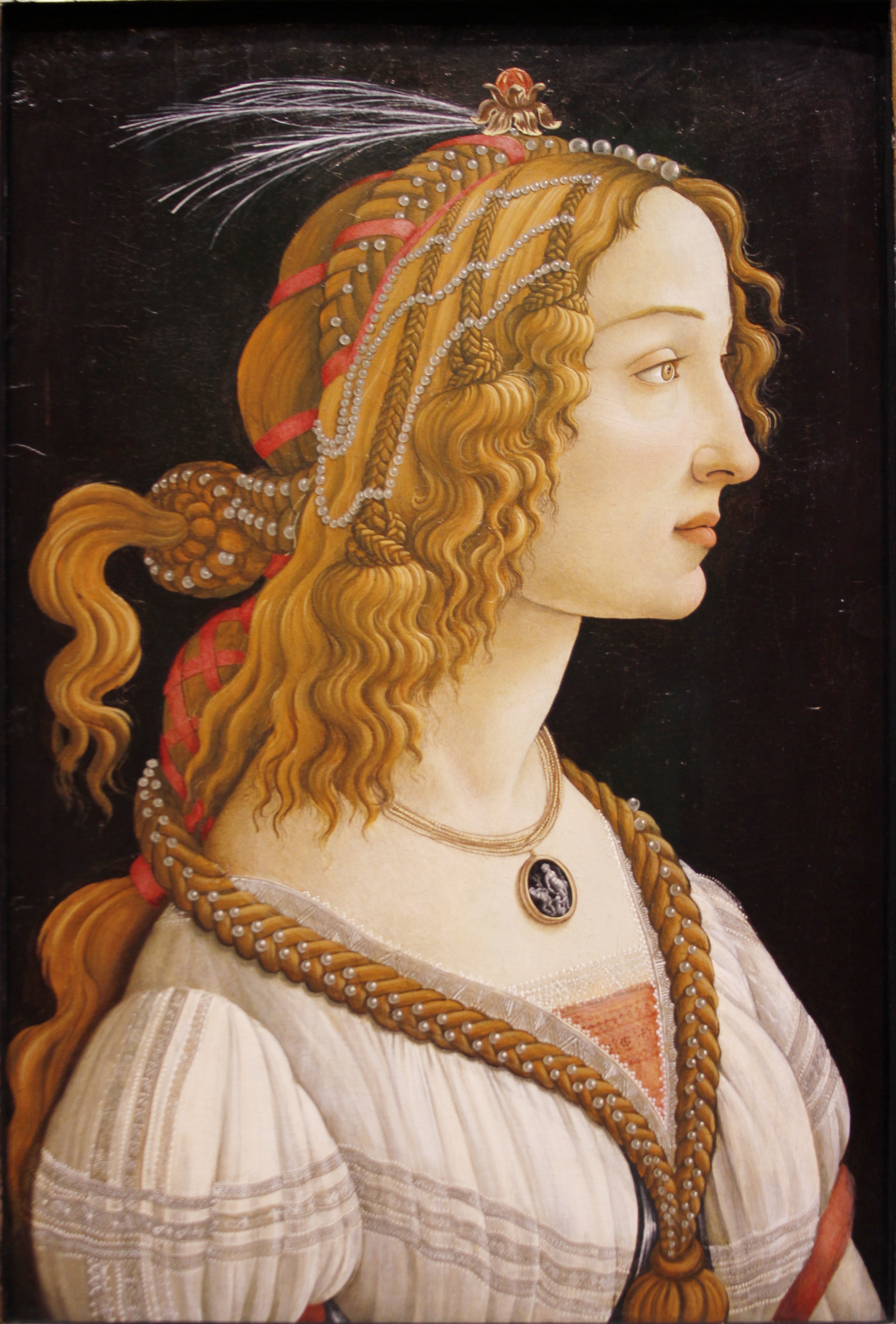
Retrato de uma Jovem Mulher pela oficina de Sandro Botticelli, início dos anos 1480
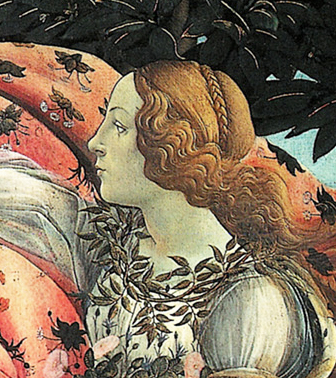
Flora em O Nascimento de Vênus, de Botticelli
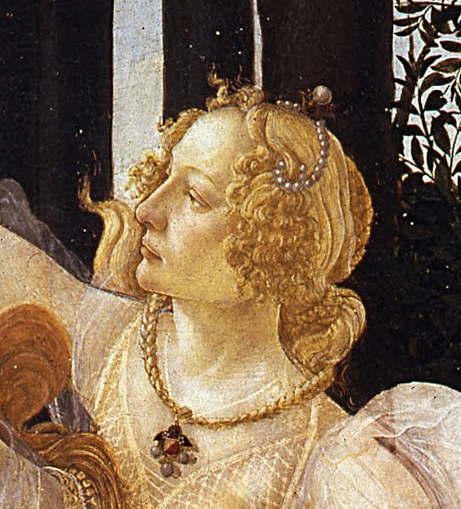
Detalhe de uma das Três Graças no quadro A Primavera, de Botticelli
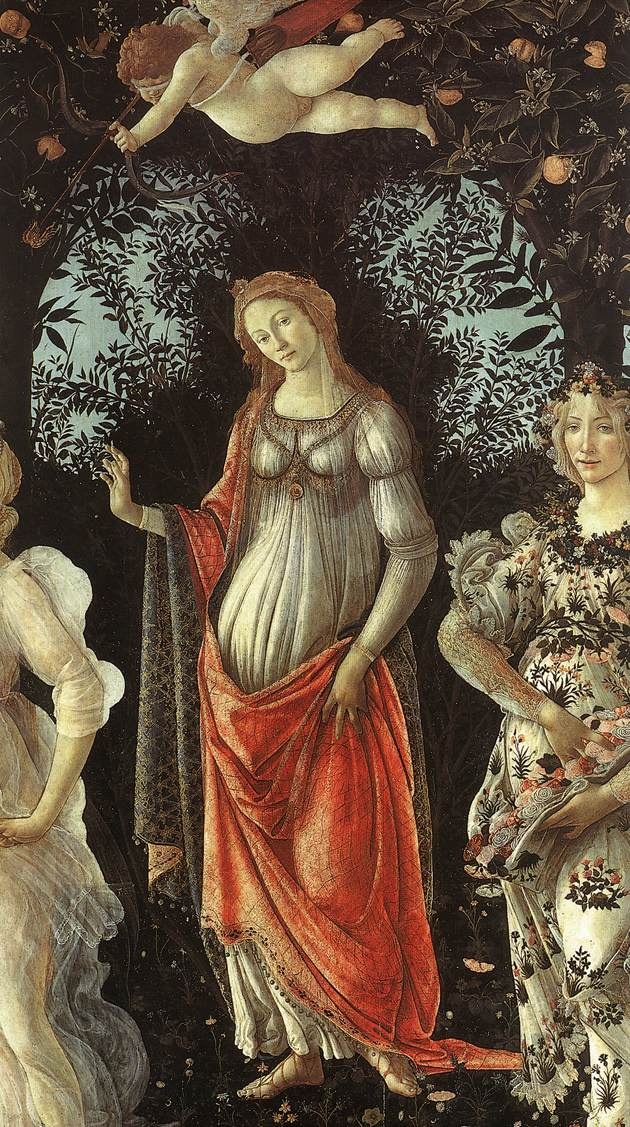
Detalhe da figura de Vênus no quadro A Primavera, de Botticelli, por volta de 1482
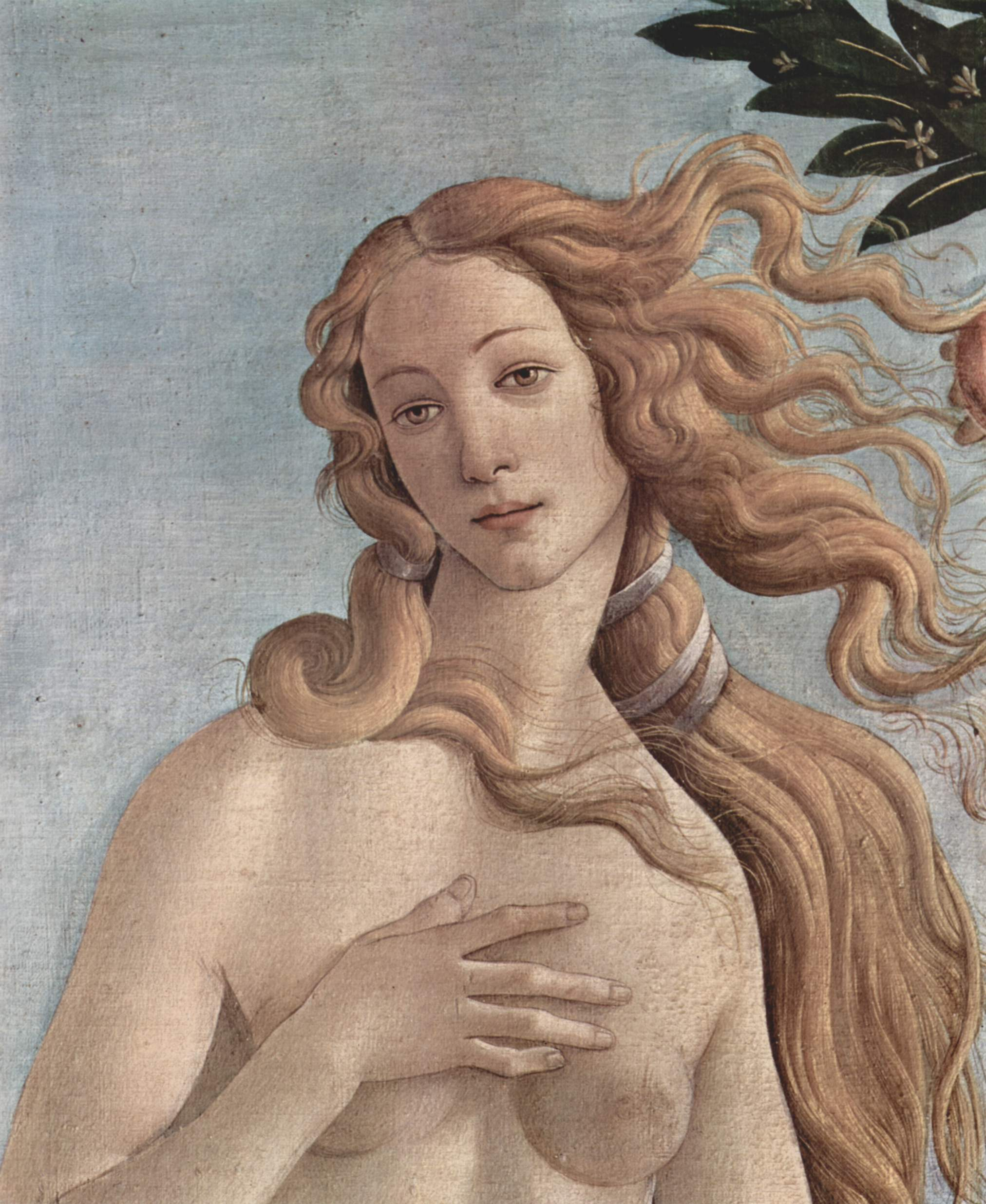
Detalhe da figura de Vênus em O Nascimento de Vênus, de Sandro Botticelli, por volta de 1484-1486
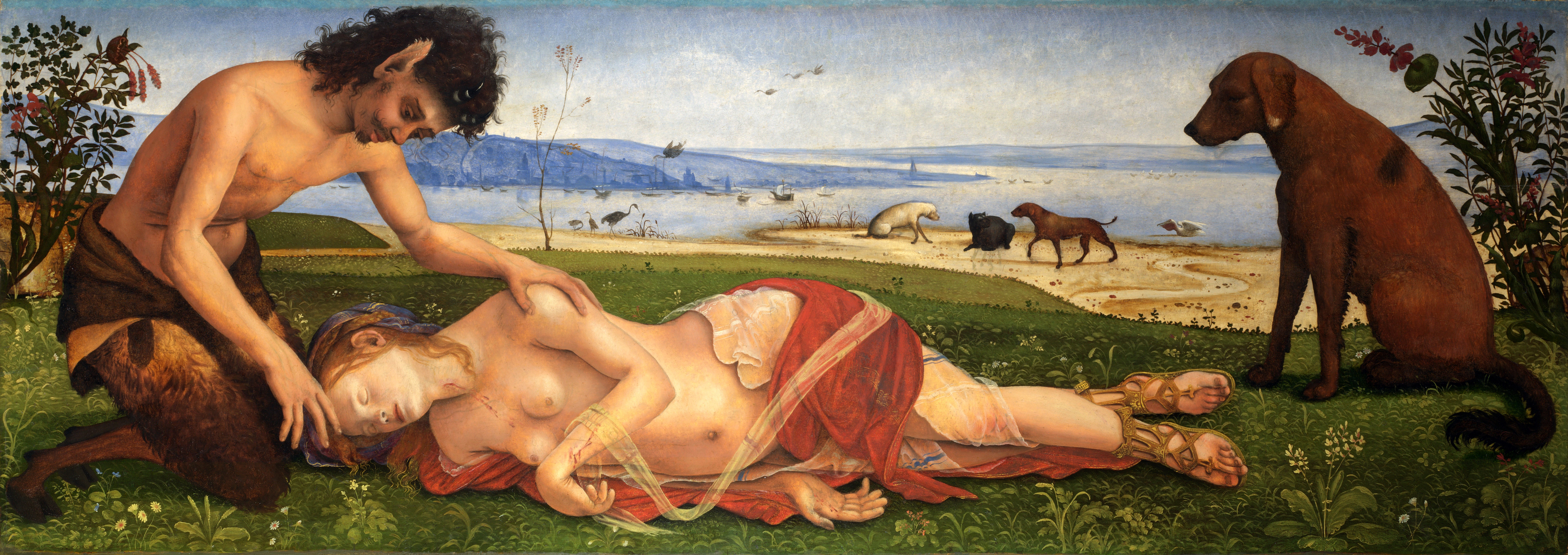
Um sátiro em luto por uma ninfa de Piero di Cosimo, por volta de 1495